# Stu West
Stu West (Lincolnshire, 24 dicembre 1964) è un bassista britannico, membro del gruppo punk rock The Damned. Si è unito al gruppo nel 2004 dopo che la bassista precedente, Patricia Morrison, ha lasciato la band a causa della propria gravidanza.